# Yangsan

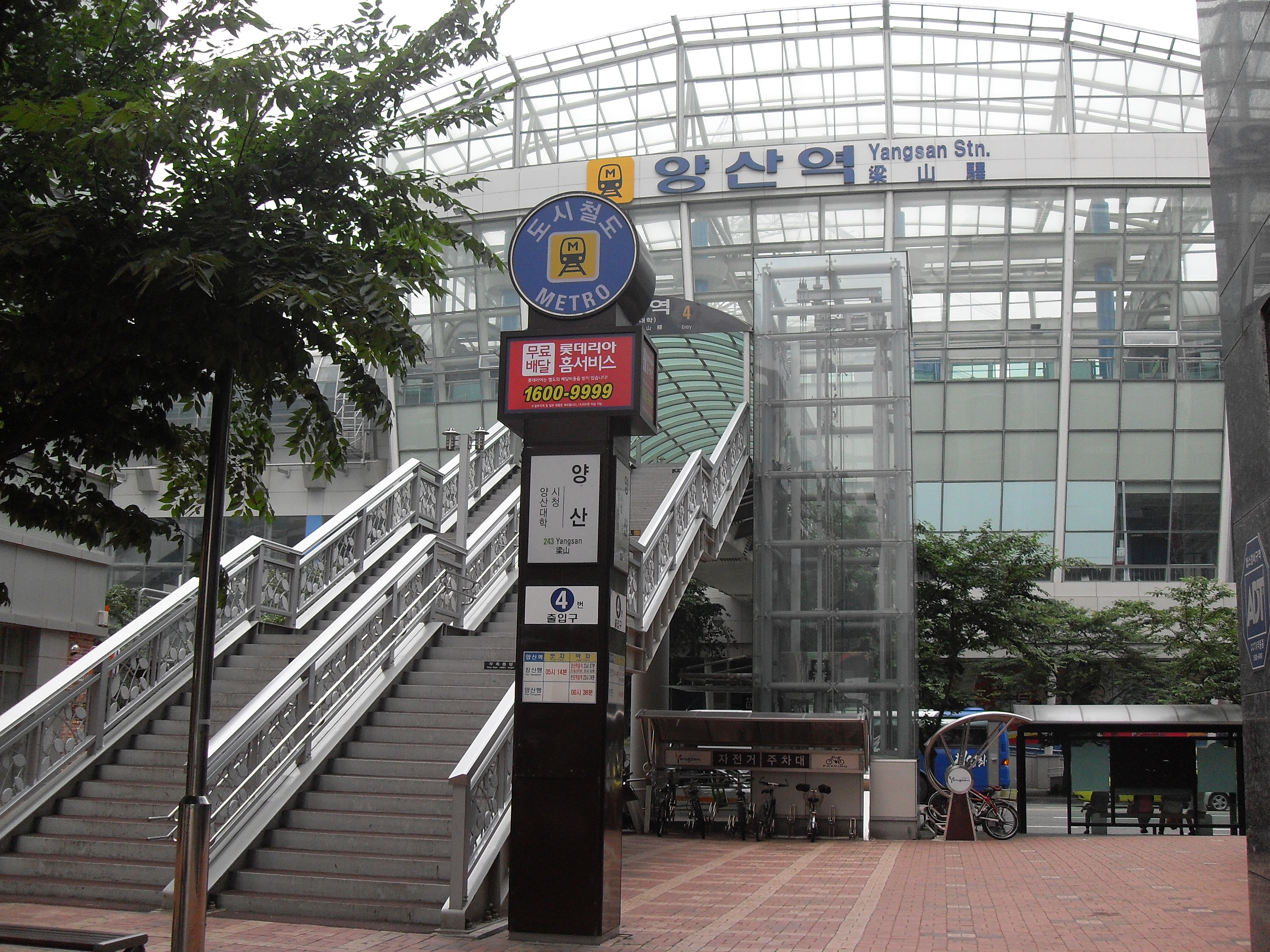
Yangsan station, Busan tunnelbana linje 2.

Yangsan (hangul 양산시, hanja 梁山市) är en stad i provinsen Södra Gyeongsang i Sydkorea, och är belägen norr om Busan. Den hade 357 995 invånare i slutet av 2020.
Staden har vuxit kraftigt under de senaste decennierna:
| År   | Invånare |
| ---- | -------- |
| 1990 | 159 848  |
| 2000 | 195 595  |
| 2010 | 264 334  |
| 2020 | 357 995  |

Kommunen består av två tätbebyggda områden, dels det område som tidigare var en köping med namnet Yangsan-eup (numera indelat i stadsdelar) och den nuvarande köpingen Mulgeum-eup, dels det område som tidigare var en köping med namnet Ungsang-eup (numera uppdelat i stadsdelar). De två områdena är åtskilda av en bergskedja och det finns ingen direkt vägförbindelse mellan de båda områdena. Därutöver finns inte lika tätbebyggda ytterområden i kommunen.
| Områden         | Indelad i           | Indelning                                              | Yta km² | Invånare 31 dec 2020 |
| --------------- | ------------------- | ------------------------------------------------------ | ------- | -------------------- |
| F d Yangsan-eup | 4 stadsdelar (dong) | Gangseo-dong, Jungang-dong, Samseong-dong, Yangju-dong | 59,41   | 78 805               |
| F d Ungsang-eup | 4 stadsdelar (dong) | Deokgye-dong, Pyeongsan-dong, Seochang-dong, Soju-dong | 64,54   | 97 601               |
| Mulgeum-eup     | Köping (eup)        | Mulgeum-eup                                            | 19,77   | 120 968              |
| Ytterområden    | 4 socknar (myeon)   | Dong-myeon, Habuk-myeon, Sangbuk-myeon, Wondong-myeon  | 341,91  | 60 621               |